# Corinna (Maine)
Pour les articles homonymes, voir Corinna (homonymie).
Corinna est une ville américaine située dans le Comté de Penobscot, dans le Maine. Selon le recensement de 2020, sa population est de 2 221 habitants.